# Кад букне ружа пламена (представа)
Кад букне ружа пламена је позоришна представа коју су режирали Михаило Тошић и Зоран Ратковић. Аутори драмског дела на основу којег је реализована представа су: Оскар Давичо, Душан Васиљев, Иво Лола Рибар, Ђорђе Радишић, Владимир Назор, Миодраг Павловић, Триво Инђић, Борис Иљенко, Танасије Младеновић, Тагор.
Представа је реализована у продукцији позоришта ДАДОВ, као друга премијера омладинског позоришта.
Премијерно приказивање било је 5. маја 1959. на Радничком универзитету „Ђуро Салај”.
У представи је наступао хор музичке школе „Мокрањац”.

## Улоге
| Лица | Глумци              |
| ---- | ------------------- |
|      | Милан Буњевац       |
|      | Ксенија Милићевић   |
|      | Слободанка Андрејев |
|      | Милош Жутић         |
|      | Јелисавета Саблић   |
|      | Малена Стојчев      |
|      | Томислав Лутовац    |
|      | Вук Стамболић       |
|      | Момчило Баљак       |
|      | Мирјана Радојловић  |
|      | Војислав Васић      |
|      | Свјетлана Ракић     |
|      | Олга Шоргић         |
|      | Лепа Бркић          |